# Argyrolobium zanonii
Argyrolobium zanonii é uma espécie de planta com flor pertencente à família Fabaceae. 
A autoridade científica da espécie é (Turra) P.W. Ball, tendo sido publicada em Feddes Repertorium 79(1–2): 41. 1968.

## Portugal
Trata-se de uma espécie presente no território português, nomeadamente os seguintes táxones infraespecíficos:
- Argyrolobium zanonii subsp. zanonii - presente em Portugal Continental. Em termos de naturalidade é nativa da região atrás referida. Não se encontra protegida por legislação portuguesa ou da Comunidade Europeia.